# Konstantín Merejkovski
|  | Per a l'escriptor i germà seu, vegeu Dmitri Merejkovski |

Konstantín Serguéievitx Merejkovski (rus: Константи́н Серге́евич Мережко́вскийSan Petersburg 1855 - Ginebra 1921) va ser un important biòleg i botànic  rus responsable de la teoria de la simbiogènesi desenvolupada a partir dels seus estudis amb líquens.
Va estudiar i doctorar-se a la Universitat Estatal de Sant Petersburg. De 1902 a 1914 va treballar com a professor associat de Microbiologia a la  Universitat de Kazan. El 1917 emigrà a Suïssa.
Mereschkowski va formular (a partir de les obres del botànic Andreas Franz Wilhelm Schimper) a principis del segle XX la hipòtesi que, en el curs de l'evolució dels éssers vius, el cloroplast en (component de la cèl·lula vegetal)eren en el seu origen una cianobacteria independent que més tard es va convertir en part de la cèl·lula vegetal. La hipòtesi havia estat esmentada per primera vegada en un document d'uns anys abans, el 1905, i va ser ben rebuda en aquell moment, però aviat va caure en l'oblit.
Aquesta idea va caure en l'oblit durant molt de temps fins que va ser retrobada per Lynn Margulis en la dècada de 1970 i després va ser coneguda i acceptada com a teoria de la endosimbiosis. La majoria dels biòlegs suposen que les cèl·lules complexes actuals es van formar en el curs de l'evolució per components menys complexos, i que, en principi s'ha de considerar l'evolució química com el punt de partida per a la formació dels éssers vius. En aquest context, l'antiga hipòtesi de Mereschkowski es pot considerar un assoliment pioner.
El 1926 presenta el seu llibre Simbiogènesi i l'origen de les espècies on presenta de manera més madura les seves teories evolutives, i manifesta la possibilitat que els cloroplasts de la cèl·lula vegetal siguin realment organismes fotosintètics, cianobacteris, en simbiosi.
Merejkovsky rebutjava la teoria evolucionista de Darwin. Les seves idees tendien a acceptar que la selecció natural no es produeix mitjançant mutacions aleatòries sinó per la incorporació de simbionts. Modificades amb el temps, aquestes teories van ser represes en 1966 per la investigadora estatunidenca Lynn Margulis sota el nom de teoria endosimbiòtica.
El seu herbari, amb més de 2000 espècimens principalment de líquens pertanyents a Rússia, Àustria i el Mediterrani es troba avui dia dipositat a la Universitat de la ciutat de Kazan.

## Selecció d'obres
- 1903. Das irdische Paradies oder ein Winternachtstraum. Märchen aus dem 27. Jahrhundert
- 1905. Über Natur und Ursprung der Chromatophoren im Pflanzenreiche. Biol. Centralbl. 25: 593–604 & 689-691. Va traduir a l'anglès: Martin, W. Kowallik, K.V. 1999. Annotated English translation of Mereschkowsky's 1905 paper 'Über Natur und Ursprung der Chromatophoren im Pflanzenreiche' . In: Eur. J. Phycol. 34 (3): 287-295. 1909 doi:10.1080/09670269910001736342doi:10.1017/S0967026299002231
- Die Zweiplasmentheorie als Grundlage der Symbiogenese, einer neuen Lehre von der Entstehung der Organismen